# 하노우라역
하노우라역(일본어: 羽ノ浦駅 はのうらえき[*])은 일본 도쿠시마현 아난시에 위치한 시코쿠 여객철도 무기 선의 철도역이다. 역 번호는 M09이며, 섬식 승강장 1면 2선의 구조를 갖춘 지상역이다.

## 타는 곳
| 1 | ■ 무기 선 | 하행 | 아난 · 무기 · 가이후 방면        |
| 2 | ■ 무기 선 | 상행 | 미나미코마쓰시마 · 도쿠시마 방면 |

## 이용 현황
| 연도     | 이용 인원 | 연도     | 이용 인원 |
| 1995년도 | 1,125     | 2003년도 | 806       |
| 1996년도 | 1,076     | 2004년도 | 770       |
| 1997년도 | 969       | 2005년도 | 768       |
| 1998년도 | 937       | 2006년도 | 786       |
| 1999년도 | 960       | 2007년도 | 798       |
| 2000년도 | 968       | 2008년도 | 777       |
| 2001년도 | 933       | 2009년도 | 751       |
| 2002년도 | 857       | 2010년도 | 745       |
| -------- | --------- | -------- | --------- |

## 역 주변
- 국도 제55호선
- 아난 시청 하노우라 지소
- 아난 시 정보문화센터

## 인접 역
| 시코쿠 여객철도 무기 선             | 시코쿠 여객철도 무기 선              | 시코쿠 여객철도 무기 선   |
| ----------------------------------- | ------------------------------------ | ------------------------- |
| M 06 미나미코마쓰시마 도쿠시마 방면 | 특급 '무로토' · '홈 익스프레스 아난' | 아난 M 12 가이후 방면     |
| M 08 다쓰에 도쿠시마 방면           | 보통                                 | 니시바라 M 10 가이후 방면 |